# Piattaforma di ghiaccio Slava
La piattaforma di ghiaccio Slava (68°49′S 154°44′E) è una piattaforma glaciale che ricopre un tratto di mare davanti alla costa antartica che va dalla penisola di Mawson a capo Andreyev nella Terra di Oates, in Antartide.

## Storia
La piattaforma fu fotografata per la prima volta nel 1947 da alcuni membri della  Marina militare degli Stati Uniti d'America (USN) durante l'operazione Highjump nel 1946-1947. Nel 1958 la stessa area fu poi fotografata anche dalla Spedizione Antartica Sovietica (in russo Советская антарктическая экспедиция, САЭ, Sovyetskaya antarkticheskaya ekspeditziya?) che battezzò "Zaliv Slava" la grande baia di fronte a questa piattaforma in onore della baleniera sovietica Slava. In accordo con le raccomandazioni della  Antarctic Names Committee of Australia (ANCA), lo stesso nome fu poi appropriatamente applicato anche alla piattaforma glaciale.